# 終極堡壘
《終極堡壘》（英語：Fortress）是一部2021年美國動作片，講述一群一心要報仇的罪犯，迫使一名退休軍官和兒子出手展開對抗。電影由詹姆斯·卡倫·布雷薩克執導，傑西·麥特卡爾菲、布魯斯·威利、查德·麥可·莫瑞、凱莉·格雷森、娜塔莉·伯恩主演。本片為三部曲的第一部，續集《堡壘2》同步製作。本片在2021年12月17日美國VOD發行。

## 演員
- 傑西·麥特卡爾菲飾演保羅·邁爾斯（Paul Michaels）
- 布魯斯·威利飾演羅伯特·邁爾斯（Robert Michaels）
- 查德·麥可·莫瑞飾演佛雷德瑞克·巴札里（Frederick Balzary）
- 凱莉·格雷森（英语：Kelly Greyson）飾演凱特（Kate）
- 娜塔莉·伯恩飾演珊卓（Sandra）
- 香儂·道荷蒂（英语：Shannen Doherty）飾演多布斯（Dobbs）

## 製作
電影於2021年5月3日宣布，作為由傑西·麥特卡爾菲、布魯斯·威利、查德·麥可·莫瑞、凱莉·格雷森主演的電影三部曲的第一部。同一天，主體拍攝在波多黎各開始。第二部電影與第一部電影使用背靠背的方式拍攝；三部曲的製作將於2021年11月3日結束。2021年5月15日，導演布雷薩克宣告，第一部電影的拍攝殺青。

## 評價
在匯總媒體爛番茄上，5個評論家的評論中有20%是正面的，平均評分為4.9/10。在第42屆金酸莓獎上，這部電影獲得了一個新類別的提名：布魯斯·威利斯在2021年電影中的最差表演。

## 外部連結
- 互联网电影数据库（IMDb）上《終極堡壘》的资料（英文）